# Ardisia murtonii
Ardisia murtonii är en viveväxtart som beskrevs av Fletcher. Ardisia murtonii ingår i släktet Ardisia och familjen viveväxter. Inga underarter finns listade i Catalogue of Life.